# Trochosa punctipes
Trochosa punctipes là một loài nhện trong họ Lycosidae.
Loài này thuộc chi Trochosa. Trochosa punctipes được Frederick Henry Gravely miêu tả năm 1924.